# قضية النزاع الإقليمي بين ليبيا - تشاد

قطاع أوزو المتنازع عليه بين تشاد وليبيا.

القضية المتعلقة بالنزاع الإقليمي (الجماهيرية العربية الليبية / تشاد) (1994) هي قضية في القانون الدولي العام نظرت فيها محكمة العدل الدولية. وقضت محكمة العدل الدولية لصالح تشاد ضد الجماهيرية العربية الليبية ومنحت تشاد السيادة على قطاع أوزو.

## حقائق
قطاع أوزو قطعة أرض جرداء تقع على حدود تشاد وليبيا. كانت ليبيا قد بدأت في نشر قوات على الشريط من أجل المساعدة في الدفاع عن مواطنيها الذين يعيشون في المنطقة. على الرغم من أن الأرض ليس لها أي قيمة إستراتيجية أو وظيفية لتشاد، إلا أن الحكومة اعتبرت قطاع أوزو جزءًا من أراضيها السيادية. نظرًا لعدم قدرة كلا البلدين على إنشاء خط ترسيم داخليًا، تمت إحالة القضية إلى محكمة العدل الدولية للفصل فيها في عام 1990.
- إن مطالبة ليبيا تقوم على «أساس اندماج حقوق وألقاب السكان الأصليين، وطائفة السنوسي، والإمبراطورية العثمانية، ومن خلال اتفاق أبرمته حكومتها مع إيطاليا».
- وقالت تشاد إن الحدود أقيمت من خلال معاهدة الصداقة وحسن الجوار التي أبرمت بين فرنسا وليبيا في عام 1955.

من وجهة نظر ليبيا، لا توجد أدلة كافية لإثبات أن الحدود قد تم إنشاؤها على الإطلاق وأنهم يطالبون بشكل كاف بقطاع أوزو من خلال الرقابة الإدارية. كما تم الطعن في استخدام تشاد لمعاهدة الصداقة وحسن الجوار كأساس لمطالبتها نظرًا لأن المعاهدة سارية لمدة 20 عامًا فقط (1955-1975).

## حكم
قضت محكمة العدل الدولية بأن الحدود بين تشاد وليبيا تحددها معاهدة الصداقة وحسن الجوار التي أبرمت بين فرنسا وليبيا عام 1955. وعلى العكس من ذلك، يمنح هذا تشاد السيادة الإقليمية على قطاع أوزو.

## روابط خارجية
- وثائق القضية على موقع محكمة العدل الدولية